# Ramon Gomes
 Ramon Ferreira Gomes dos Santos (Rio de Janeiro, 16 de maio de 1992) é um voleibolista brasileiro praticante da modalidade de vôlei de praia  e foi medalhista de ouro na edição dos Jogos da CPLP de 2008 no Brasil.

## Carreira
O primeiro contato como o voleibol deu-se aos 12 anos de idade quando ingressou no Projeto Social Quiçá Brasil, um dos pioneiros no vôlei de praia no Rio de Janeiro, espelhando no ex-jogador de vôlei de praia Roberto Lopes deu prosseguimento neste esporte vislumbrando representar o país em uma edição dos Jogos Olímpicos.
Entre os anos de 2005 a 2009 obteve  na categoria mirim os terceiros postos na Copa Rio Mirim no voleibol indoor, o mesmo ocorrendo no Campeonato Carioca Indoor e o vice-campeonato no Campeonato Carioca de Vôlei de Praia; também possui o terceiro lugar no Campeonato Carioca na categoria infantil,  sagrou-se vice-campeão no Campeonato Intercolegial e também na edição dos Jogos das Escolas Particulares (JEPAR), e ainda nesta categoria alcançou o vice-campeonato no Torneio Início Indoor, sagrou-se vice-campeão no Campeonato Carioca Infantil e na Copa Rio Infantil Indoor e novamente em outra edição do JEPAR, sendo terceiro colocado no Campeonato Carioca de Vôlei de Praia Infantojuvenil de 2009 ao lado de Leonardo Valadares, terceiro lugar e um título do Campeonato Carioca Juvenil de Vôlei de Praia de 2009 e neste mesmo ano o vice-campeonato no Campeonato Carioca de Vôlei de Praia Adulto jogando ao lado de Paulo Vítor Valentee o título da primeira etapa do Circuito Angrense de Vôlei de Praia.
Aos 16 anos estava formou dupla com Marcus Carvalhaes Jogos da CPLP de 2008, sediados no Rio de Janeiro, evento multidesportivo das Comunidade dos Países de Língua Portuguesa, nos moldes dos Jogos da Lusofonia, eleito o melhor jogador da competição.
E jogando com Rodrigo Bernat disputou o qualifying  para a etapa principal do Circuito Brasileiro de Vôlei de Praia de 2009 e ao lado de Leonardo Valadares representou  o Rio de Janeiro na conquista do título do Campeonato Brasileiro de Vôlei de Praia Sub-19 de 2009 e obtiveram o bicampeonato também em João Pessoa na edição do ano de 2010.
Também disputou a edição do Circuito Brasileiro de Vôlei de Praia Sub-21 de 2009 e ao lado de Paulo Vítor Valente obteve o terceiro lugar na etapa de Santa Cruz do Sul, foram vice-campeões na etapa de Aracaju, foram eliminados na quartas de final na etapa de Ponta Grossa, depois terminaram na terceira posição e também em Cabo Frio, finalizando no terceiro lugar geral.
Com Marcus Carvalhaes disputou a edição do Campeonato Mundial de Vôlei de Praia Sub-19 de 2010 realizada em Porto ocasião que finalizou na nona colocação.
Ao lado de Rodrigo Bernat conquistou o terceiro lugar em uma etapa do Circuito Carioca de Vôlei de Praia de 2010, ao lado de Anderson Melo obteve o título do Campeonato Carioca Juvenil de 2010.
Na temporada de 2010 do Circuito Brasileiro Sub-21 ao lado de Anderson Melo terminando com o vice-campeonato na etapa de Campo Grande e o terceiro lugar em Cabo frio, sendo semifinalistas na etapa de Jaboatão dos Guararapesterminando na quarta posição e encerram na quarta colocação geral final.
Ao lado de Anderson Melo disputaram as etapas do Circuito Brasileiro de Vôlei de Praia Sub-21 de 2011, sagrando-se vice-campeão na etapa de Vitória, obtendo o primeiro título na etapa do Rio de Janeiro, novamente obteve o vice-campeonato na etapa do Guarujá, em seguida o terceiro lugar na etapa de Curitiba, outro vice-campeonato na etapa de 
Balneário Camboriú, temrinaram na quinta colocação na etapa de Santa Maria, alcançando o segundo posto na etapa de Salvador, e o terceiro em Aracaju, ainda conquistou o vice-campeão na etapa de Maceió, novamente terminou na terceira posição na etapa de Recife, recuperando o título na etapa de João Pessoa, e com o vice-campeonato na etapa de Fortaleza terminaram com o vice-campeonato geral da temporada.
Nas competições do ano seguinte esteve com Anderson Melo na conquista do vice-campeonato da etapa do Rio de Janeiro do Circuito Estadual de Vôlei de Praia de 2011e no mesmo circuito esteve com Ricardo Brandão quando alcançou o terceiro lugar na etapa de Cuiabá, e com Jan Ferreira terminou na quarta posição em Macapá e em Castanhal.
Formou parceria com Jô Gomes para a disputa dp Circuito Brasileiro de Vôlei de Praia Sub-23 de 2012 alcançando a quarta posição na etapa de João Pessoa, depois terminaram com terceiro posto na etapa de Aracaju, no quarto posto também em São Luís , mesma colocação obtida em Campo Grande, além dos títulos na etapa de Maceió e do Rio de Janeiro, finalizando com o título geral do circuito.
Em 2012 também disputou o Circuito Brasileiro Challenger de Vôlei de Praia, e competindo com Saymon Barbosa Santos obteve o décimo sétimo lugar em Campo Grande, mesma posição obtida com Allison Francioni na etapa de São Luís.
Já competindo pelo Circuito Nacional de Vôlei de Praia de 2012-13 obteve o décimo terceiro lugar na etapa do Rio de Janeiro jogando com Jô Gomese também em Campinas,  ainda com esta formação de dupla terminaram na quinta posição em Curitiba e  jogando com Bernardo Lima conquistou o terceiro lugar na etapa de João Pessoa, com quem finalizou na quinta posição na etapa de na etapa de Fortaleza.
Com  Tiago de Jesus disputou o Circuito Estadual Regional Vôlei de Paia de 2012 terceiro lugar na etapa de Maceió.E novamente com Jô Gomes conquistou o vice-campeonato na etapa de Olindatambém finalizaram na décima terceira posição na etapa de Salvadore com este obteve o quarto lugar na etapa de João Pessoa e o bronze na etapa de Fortaleza.
Na edição do Circuito Brasileiro de Vôlei de Praia Sub-23 de 2013 finalizou com Luccas Lima na quinta posição na etapa de Teresina, ainda terminaram na quarta posição na etapa de Sinop, foram campeões na etapa Verão realizada em Goiânia.
Ainda em 2013 competiu também com Averaldo “Tocantins” em etapas do Circuito Regional de Vôlei de Praia, obtendo o título na etapa Verão realizada em Belém e obtendo o título da etapa de Castanhal, depois terminaram com vice-campeonato nas etapas de Porto Velho, de Palmas, de Cuiabá e também em Rio Branco, nesta não pode disputar a partida final, pois, apresentou problemas musculares após partida semifinal, neste mesmo circuito ainda competiu com  Luciano Ferreira quando alcançaram a quarta posição na etapa de Belo Horizonte e o segundo lugar na etapa de  Itapema, também com Renato Gomes “Geor” alcançou o terceiro lugar nas etapas de Teresina e também em Salvador, o circuito se estendeu até o ano seguinte e conquistou ao lado de Averaldo Pereira o vice-campeonato na etapa de Boa Vista e o terceiro lugar na etapa de Macapá.
Ao lado de Bernardo Lima disputou o Circuito Brasileiro de Vôlei de Praia Nacional 2013-14 quando se sagraram campeões da etapa de Recife e a terceira posição alcançada na etapa do Rio de Janeiro.Na temporada de 2014 do Circuito Brasileiro de Vôlei de Praia Sub-23 voltou a competir com Anderson Melo na conquista do terceiro lugar na etapa de Ribeirão Preto, obtiveram o título da etapa de Rondonópolis, na etapa de Campo Grande, depois terminaram na quarta posição na etapa do Rio de Janeiro, na terceira colocação na etapa de Campinas, foram vice-campeões na etapa de Brasília, obtendo o título geral do referido circuito.
Novamente com Bernardo Lima disputou o Circuito Brasileiro de Vôlei de Praia Challenger de 2014, finalizaram na décima terceira posição na etapa de Bauru, alcançando o vice-campeonato na etapa de Ribeirão Preto, repetindo o feito na etapa de Rondonópolis, na sequência terminaram na nona posição em Campo Grande, finalizando com o vice-campeonato geral do circuito.
Pela primeira vez disputou uma etapa do Circuito Sul-Americano de Vôlei de Praia na temporada de 2014-15, obtendo com Bernardo Lima a medalha de prata na etapa de Montevidéu, e com este atleta alcançou a quinta posição na etapa de Porto Alegre válida pelo Circuito Brasileiro de Vôlei de Praia Open de 2014-15 e com Lipe Martins disputou pela primeira vez o Circuito Mundial de Vôlei de Praia na temporada 2015, competiram no Aberto do Rio de Janeiro, ocasião que pontuaram ao finalizar na décima nona colocação.Também com Bernardo Lima disputou o Circuito Brasileiro de Vôlei de Praia Nacional de 2014-15, obtendo o vice-campeonato na etapa de Aracaju e também na etapa do Rio de Janeiro.E disputaram juntos a edição do SuperPraia B de 2015 realizado em Maceió.
Com Pedro Marins conquistou o título da etapa de Aracaju válida pelo Circuito Brasileiro de Vôlei de Praia Nacional de 2016-17 e terminaram na nona colocação na etapa de Vitória pelo Circuito Brasileiro de Vôlei de Praia Open de 2016-17.Em 2017 disputou ao lado de Miguel Ortigosa a correspondente edição do Circuito Brasileiro de Vôlei de Praia Challenger, quando terminaram na terceira colocação na etapa de Palmas, e a quarta colocação na etapa de Maringá, além do quinto lugar na etapa de Bauru e o quarto lugar na etapa do Rio de Janeiro, finalizando na quara colocação geral neste circuito.
Com Fernandão disputou a etapa de Campo Grande do Circuito Brasileiro de Vôlei de Praia Open correspondente, e finalizaram na quarta posição, na décima sétima posição na etapa de Natal, na quinta posição na etapa de Itapema, nona posição na etapa de Fortaleza, e também em João Pessoa , depois terminaram na quinta posição na etapa de Maceió  e terminaram na quinta colocação.
E com Fernandão disputou o Circuito Sul-Americano de Vôlei de Praia de 2018, no Grand Slam de Nova Viçosa, ocasião que terminaram com o vice-campeonato, também disputaram o Grand Slam de Coquimboterminaram na quinta posição, sendo semifinalistas na etapa de Santa Cruz de Cabráliaalancando o quarto lugar, e juntos alcançaram a vigésima quinta posição no Circuito Mundial de Vôlei de Praia de 2018 no torneio quatro estrelas na etapa de Miguel Pereira, e também obtiveram o título do Circuito Capixaba de Vôlei de Praia de 2018, representando o Clube de Natação e Regatas Álvares Cabral.
Em 2018 competiu ao lado de Adrielson Emanuel na etapa de Maringá pelo Circuito Brasileiro de Vôlei de Praia Challenger, ocasião que conquistaram o vice-campeonato, além da quarta colocação na etapa do Rio de Janeiro,obtiveram a quinta posição em Jaboatão dos Guararapes, terminaram na terceira posição geral.E com Álvaro Andrade conquistou a medalha de bronze no torneio uma estrela de Miguel Pereira do Circuito Mundial de 2018.

## Títulos e resultados
- Torneio 1* de Miguel Pereira do Circuito Mundial de Vôlei de Praia:2018[15]
- Grand Slam de Nova Viçosa do Circuito Sul-Americano de Vôlei de Praia:2018[112]
- Etapa do Uruguai do Circuito Sul-Americano de Vôlei de Praia:2014-15[94]
- Etapa do Brasil do Circuito Sul-Americano de Vôlei de Praia:2018[15]
- Superpraia B:2015[97]
- Etapa de Campo Grande do Circuito Brasileiro de Voleibol de Praia - Open:2017-18[105]
- Etapa de Aracaju do Circuito Brasileiro de Voleibol de Praia Nacional:2016-17[98]
- Etapa de Recife do Circuito Brasileiro de Voleibol de Praia Nacional:2013-14[80]
- Etapa do Rio de Janeiro do Circuito Brasileiro de Voleibol de Praia Nacional:2014-15[96]
- Etapa de Aracaju do Circuito Brasileiro de Voleibol de Praia Nacional:2014-15[95]
- Etapa do Rio de Janeiro do Circuito Brasileiro de Voleibol de Praia Nacional:2013-14[81]
- Etapa de João Pessoa do Circuito Brasileiro de Voleibol de Praia Nacional:2012-13[54]
- Etapa de Maringá do Circuito Brasileiro de Voleibol de Praia - Challenger:2018[116]
- Circuito Brasileiro de Voleibol de Praia - Challenger:2014[93]
- Circuito Brasileiro de Voleibol de Praia - Challenger:2018[119]
- Circuito Brasileiro de Voleibol de Praia - Challenger:2017[104]
- Etapa de Rondonópolis do Circuito Brasileiro de Voleibol de Praia - Challenger:2014[91]
- Etapa de Ribeirão Preto do Circuito Brasileiro de Voleibol de Praia - Challenger:2014[90]
- Etapa de Palmas do Circuito Brasileiro de Voleibol de Praia - Challenger:2017[100]
- Etapa do Rio de Janeiro do Circuito Brasileiro de Voleibol de Praia - Challenger:2018[117]
- Etapa do Rio de Janeiro do Circuito Brasileiro de Voleibol de Praia - Challenger:2017[103]
- Etapa de Maringá do Circuito Brasileiro de Voleibol de Praia - Challenger:2017[101]
- Etapa do Pará do Regional de Vôlei de Praia:2013[68]
- Etapa Verão do Pará do Regional de Vôlei de Praia:2013<[5]
- Etapa de Santa Catarina do Regional de Vôlei de Praia:2013[75]
- Etapa de Roraima do Regional de Vôlei de Praia:2013[78]
- Etapa de Rondônia do Regional de Vôlei de Praia:2013[69]
- Etapa do Acre do Regional de Vôlei de Praia:2013[73]
- Etapa de Tocantins do Regional de Vôlei de Praia:2013[70]
- Etapa de Mato Grosso do Regional de Vôlei de Praia:2013[71]
- Etapa de Acre do Regional de Vôlei de Praia:2013[73]
- Etapa do Amapá do Regional de Vôlei de Praia:2013[79]
- Etapa de Bahia do Regional de Vôlei de Praia:2013[77]
- Etapa de Piauí do Regional de Vôlei de Praia:2013[76]
- Etapa do Alagoas do Circuito Estadual Regional de Vôlei de Praia:2012[56]
- Etapa do Minas Gerais do Circuito Estadual Regional de Vôlei de Praia:2013[74]
- Etapa do Pernambuco do Circuito Estadual de Vôlei de Praia:2012[57]
- Etapa do Rio de Janeiro do Circuito Estadual de Vôlei de Praia:2011[35]
- Etapa do Ceará do Circuito Estadual de Vôlei de Praia:2012[62]
- Etapa do Mato Grosso do Circuito Estadual de Vôlei de Praia:2011[36]
- Etapa da Paraíba do Circuito Estadual de Vôlei de Praia:2012[60]
- Etapa do Pará do Circuito Estadual de Vôlei de Praia:2011[38]
- Etapa de Amapá do Circuito Estadual de Vôlei de Praia:2011[37]
- Terceira Etapa do Circuito Capixaba de Vôlei de Praia:2018[115]
- Circuito Brasileiro de Vôlei de Praia Sub-23:2012[47] e 2014[88]
- Circuito Brasileiro de Vôlei de Praia Sub-19:2009[8] e 2010[8]
- Circuito Brasileiro de Vôlei de Praia Sub-21:2009[13]
- Circuito Brasileiro de Vôlei de Praia Sub-21:2010[1]
- Etapa de João Pessoa do Circuito Brasileiro de Vôlei de Praia Sub-21:2011[33]
- Etapa do Rio de Janeiro do Circuito Brasileiro de Vôlei de Praia Sub-21:2011[23]
- Etapa Verão de Goiânia do Circuito Brasileiro de Vôlei de Praia Sub-23:2013[66]
- Etapa de Campo Grande do Circuito Brasileiro de Vôlei de Praia Sub-23:2014[84]
- Etapa de Rondonópolis do Circuito Brasileiro de Vôlei de Praia Sub-23:2014[83]
- Etapa do Rio de Janeiro do Circuito Brasileiro de Vôlei de Praia Sub-23:2012[46]
- Etapa de Maceió do Circuito Brasileiro de Vôlei de Praia Sub-23:2012[45]
- Etapa de Brasília do Circuito Brasileiro de Vôlei de Praia Sub-23:2014[87]
- Etapa de Campinas do Circuito Brasileiro de Vôlei de Praia Sub-23:2014[86]
- Etapa de Ribeirão Preto do Circuito Brasileiro de Vôlei de Praia Sub-23:2014[82]
- Etapa de Aracaju do Circuito Brasileiro de Vôlei de Praia Sub-23:2012[40]
- Etapa do Rio de Janeiro do Circuito Brasileiro de Vôlei de Praia Sub-23:2014[85]
- Etapa de Sinop do Circuito Brasileiro de Vôlei de Praia Sub-23:2013[65]
- Etapa de Campo Grande do Circuito Brasileiro de Vôlei de Praia Sub-23:2012[44]
- Etapa de São Luís do Circuito Brasileiro de Vôlei de Praia Sub-23:2012[41]
- Etapa de João Pessoa do Circuito Brasileiro de Vôlei de Praia Sub-23:2012[39]
- Etapa de Fortaleza do Circuito Brasileiro de Vôlei de Praia Sub-21:2011[34]
- Etapa de Maceió do Circuito Brasileiro de Vôlei de Praia Sub-21:2011[31]
- Etapa de Salvador do Circuito Brasileiro de Vôlei de Praia Sub-21:2011[29]
- Etapa de Balneário Camboriú do Circuito Brasileiro de Vôlei de Praia Sub-21:2011[27]
- Etapa de Guarujá do Circuito Brasileiro de Vôlei de Praia Sub-21:2011[24]
- Etapa de Vitória do Circuito Brasileiro de Vôlei de Praia Sub-21:2011[22]
- Etapa de Campo Grande do Circuito Brasileiro de Vôlei de Praia Sub-21:2010[18]
- Etapa de Aracaju do Circuito Brasileiro de Vôlei de Praia Sub-21:2009[10]
- Etapa de Aracaju do Circuito Brasileiro de Vôlei de Praia Sub-21:2011[30]
- Etapa de Recife do Circuito Brasileiro de Vôlei de Praia Sub-21:2011[32]
- Etapa de Curitiba do Circuito Brasileiro de Vôlei de Praia Sub-21:2011[25]
- Etapa de Cabo Frio do Circuito Brasileiro de Vôlei de Praia Sub-21:2010[19]
- Etapa de Cabo Frio do Circuito Brasileiro de Vôlei de Praia Sub-21:2009[13]
- Etapa de Palmas do Circuito Brasileiro de Vôlei de Praia Sub-21:2009[12]
- Etapa de Santa Cruz do Sul do Circuito Brasileiro de Vôlei de Praia Sub-21:2009[9]
- Etapa de Jaboatão dos Guararapes do Circuito Brasileiro de Vôlei de Praia Sub-21:2010[21]
- Etapa de João Pessoa do Circuito Brasileiro de Vôlei de Praia Sub-19:2010[8]
- Etapa de João Pessoa do Circuito Brasileiro de Vôlei de Praia Sub-19:2009[8]
- Circuito Carioca de Vôlei de Praia:2009[1]
- Circuito Carioca de Vôlei de Praia Sub-21:2009[1] e 2010[17]
- Circuito Carioca de Vôlei de Praia:2010[16]
- Circuito Carioca de Vôlei de Praia Sub-19:2009[1]

## Premiações individuais
- Melhor Jogador dos Jogos da CPLP de 2008[2]